# 1986年9月逝世人物列表
1986年逝世人物列表：1月 - 2月 - 3月 - 4月 - 5月 - 6月 - 7月 - 8月 - 9月 - 10月 - 11月 - 12月
1986年9月逝世人物列表，是用于汇总1986年9月期间逝世人物的列表。

## 依日期排序

### 1日
- 蒂娜·庫珀（Tina Cooper），68歲，英國兒科醫生（虐待兒童），癌症。[1]
- 厄爾·迪克森（Earl B. Dickerson），95歲，美國律師和政治家（漢斯伯里訴李案）。[2]
- 默里·漢密爾頓，63歲，美國演員（大白鯊、畢業生），肺癌。[3]

### 2日
- 湯瑪斯·巴特勒·多達，87歲，美國政治家，佛罗里达州众议院議員。[4]
- 馬哈茂德·卡維（Mahmoud Kaveh），25歲，伊朗軍事指揮官（伊斯兰革命卫队），在行動中陣亡。
- 比利·泰勒（Billy Taylor），80歲，美國爵士貝斯手，中風。[5]
- 吉姆·威爾遜，64歲，美國職業棒球大聯盟球員（波士頓/密爾沃基勇士隊），肺癌。[6]

### 3日
- Vasantrao Ghatge，70歲，印度商業巨頭。
- Wirgiliusz Gryń，58歲，波蘭演員（Pastorale Heroica）。
- Horace King，85歲，英國政治家，下議院議長，中風。[7]
- 泰德·莫爾特（Ted Moult），60歲，英國廣播和電視名人（Brain of Britain），自殺。[8]
- 維托里諾·委羅內塞，76歲，義大利律師，联合国教育、科学及文化组织總幹事。[9]
- Charles Edward Wyzanski Jr.，80歲，美國地區法官（麻薩諸塞州）。[10]

### 4日
- 羅伯托·加瓦爾東（Roberto Gavaldón），77歲，墨西哥電影導演（馬卡里奧）。
- Otto Glória，69歲，巴西足球經理（本菲卡、尼日利亞）。[11]
- 漢克·格林伯格，75歲，美國棒球運動員（底特律老虎），腎癌。[12]
- 韋恩·南斯，30歲，美國連環殺手（“The Missoula Mauler”），被槍殺。[13]
- Sid Tanenbaum，60歲，美國籃球運動員（纽约尼克斯），被謀殺。[14]
- 沃爾特·萬德利（Walter Wanderley），54歲，巴西管風琴家和鋼琴家（《夏日桑巴》），癌症。[15]

### 5日
- Neerja Bhanot，22歲，印度乘務員，從劫機者手中救出乘客，被槍殺。[16]
- 阿爾文·希普斯（Alvin Heaps），66歲，美國工會領袖（零售、批發和百貨公司工會）。[17]
- Noel Kempff Mercado，62歲，玻利維亞生物學家和環保主義者，被謀殺。[18]
- Ganapathi Thanikaimoni，48歲，印度古生物學家，被槍殺。[19]
- Trần Quốc Hoàn，70歲，北越政治家（越南公安部）。[20]

### 6日
- 威廉·利特爾·埃弗里特，86歲，美國電氣工程師。[21]
- 喬治·吉普，53歲，美國作家和編劇（死人不穿格子布），對蜜蜂蜇傷過敏。[22]
- 約翰·斯坦利·格勞爾（John Stanley Grauel），68歲，美國神父和基督教锡安主义領袖。[23]
- Suresh Joshi，65歲，印度古吉拉特语作家（Grihapravesh），腎功能衰竭。
- George P. Monaghan，85歲，美國律師兼消防和警察局局長。[24]
- 布蘭奇·斯威特，90歲，美國無聲銀幕女演員（隆戴尔的电报员、貝圖利亞的裘蒂絲），中風。[25]

### 7日
- Skipper Bowles，66歲，美國政治家和商人，患有 Lou Gehrig 病。[26]
- 萊斯·伯里（Les Bury），73歲，英國出生的澳大利亞政治家、外交部長、國庫部長。[27]
- 納爾遜·鄧福德，79歲，美國數學家（鄧福德-佩蒂斯財產）。[28]
- Spencer Le Marchant，55歲，英國政治家，國會議員。[29]
- 丹·摩爾（Dan K. Moore），80歲，美國政治家，北卡羅來納州州長。[30]
- 奧瑪律·阿裡·賽義夫丁三世，71歲，汶萊王室，汶萊蘇丹。[31]
- P. S. Ramakrishna Rao，67歲，印度電影製片人。
- 弗拉基米尔·库拉索夫，83歲，蘇聯作曲家和指揮家。
- 休伊特·惠利斯（Hewitt T. Wheless），72歲，美國空軍上將。

### 8日
- 雷·納扎羅（Ray Nazarro），83歲，美國電影和電視導演兼編劇（鬥牛士與女士）。[32]
- 阿爾弗雷德·謝弗（Alfred Schaefer），81歲，瑞士銀行家，瑞银集团行長。[33]

### 9日
- Kessler R. Cannon，70歲，美國政治家和電臺廣播員，俄勒冈州众议院議員。[34]
- 羅伯特·沙克爾頓，66歲，英國语文学家。[35]
- Magda Tagliaferro，93歲，巴西鋼琴家，心臟病發作。[36]
- 安德魯·宗多（Andrew Zondo），19歲，南非罪犯，因謀殺罪被處決。[37]

### 10日
- Pepper Adams，55歲，美國爵士薩克斯管演奏家和作曲家，肺癌。[38]
- 瑪麗亞·多洛雷斯·卡塔蘭（María Dolores Katarain），32歲，西班牙巴斯克分離主義領導人，被謀殺。[39]
- Anna Koutsoyiannis，53-54 歲，希臘出生的英國微觀經濟學家。[40]
- Sobhi Mahmassani，77歲，黎巴嫩律師和政治家，國會議員，肺癌。
- 羅尼·沙德，47歲，蘇格蘭高爾夫球手
- 島耕二，85歲，日本演員、電影導演和編劇（難忘的軌跡）。

### 11日
- 哈里·哈斯拉姆，65歲，英格蘭足球運動員和經理（謝菲爾德聯隊）。[41]
- 帕納吉奧蒂斯·卡內洛普洛斯，83歲，希臘政治家，總理，心臟病發作。[42]
- 亨利·德沃尔夫·史迈斯（Henry DeWolf Smyth），88歲，美國物理學家和外交官，曼哈頓計劃參與者，心臟驟停。[43]
- 諾埃爾·斯特雷特費爾德（Noel Streatfeild），90歲，英國兒童作家（馬戲團來了）。[44]

### 12日
- 恩斯特·哈斯（Ernst Haas），65歲，奧地利出生的美國攝影記者，中風。[45]
- 雅克·亨利·拉蒂格（Jacques Henri Lartigue），92歲，法國攝影師和畫家。[46]
- Manjula，31歲，卡纳达语電影（Sampathige Savaal、Eradu Kanasu）中的印度女演員，自殺。
- 哈罗德·穆迪（Harold Moody），70歲，英國鉛球運動員和奧運選手。[47]
- 弗蘭克·尼爾森，75歲，美國喜劇演員（杰克·本尼秀），癌症。[48]
- 格哈德·羅爾夫斯，94歲，德國語言學家。[49]
- 夏洛特·沃爾夫（Charlotte Wolff），88歲，德裔英國性學家，種族主義觀點的支援者。[50]

### 13日
- 安东尼奥·莫塔，47歲，墨西哥足球運動員（内卡哈俱乐部、墨西哥國家足球隊）。[51]
- 尼爾·羅賓遜（Neil Robinson），24歲，北愛爾蘭賽車手，賽車事故。[52]

### 14日
- 威廉·埃德蒙·巴雷特（William Edmund Barrett），85歲，美國作家（田野百合）。[53]
- 約翰·賓漢姆（John Bingham），32-33歲，北愛爾蘭效忠軍士兵，被槍殺。
- 大衛·哈羅德·伯德（David Harold Byrd），86歲，美國石油高管。[54]
- 戈登·麥克倫登，65歲，美國廣播員，癌症。[55]

### 15日
- 唐·貝內特（Don Bennett），76歲，澳大利亞皇家空軍空軍副元帥，英國政治家，國會議員。[56]
- 雅罗斯拉夫·布格尔，80歲，捷克斯拉夫足球運動員（布拉格斯巴達、捷克斯洛伐克）。[57]
- 佛吉尼亞·格雷格，70歲，美國女演員（Dragnet），肺癌。[58]
- 埃裡克·希斯科克，78歲，英國水手和作家。
- 約瑟夫·佩蒂特（Joseph M. Pettit），70歲，美國工程師和學術管理人員，佐治亚理工学院校長，癌症。[59]
- 伊莉莎白·蒂策爾·里夫斯塔爾（Elizabeth Titzel Riefstahl），97歲，美國考古學家。[60]
- 拉蒙·阿爾貝托·比拉韋德，56歲，烏拉圭足球運動員（巴塞罗那足球俱乐部）。[61]

### 16日
- 吉姆·布拉夫，82歲，英國足球運動員、橄欖球聯盟和橄欖球聯盟球員（利茲、英國）。[62]
- Puran Chandra Gupta，74歲，印度記者（覺悟日報）。[63]
- 沃爾特·萊赫維斯-利茨曼（Walter Lehweß-Litzmann），79歲，納粹德國空軍飛行員，騎士鐵十字勳章獲得者。[64]

### 17日
- 亞歷克·弗雷澤-布倫納（Alec Fraser-Brunner），80歲，英國魚類學家，范克利夫水族館館長，鱼尾狮設計師。
- 喬恩·古爾德（Jon Gould），33歲，美國電影主管，愛滋病。[65]
- 喬·肯尼迪，60歲，英格蘭足球運動員（西布羅姆維奇）。[66]
- 派特·費尼克斯，62歲，英國女演員（加冕街），肺癌。[67]
- Henrik Sjögren，87歲，瑞典眼科醫生，乾燥症的描述者。[68]

### 18日
- Aljoša Buha，24歲，南斯拉夫音樂家（Crvena Jabuka），交通事故。
- Corita Kent，67歲，美國藝術家，卵巢癌。[69]
- 謝爾頓·佩雷拉（Shelton Perera），47歲，斯里蘭卡塔布拉鼓演奏家和歌手。

### 19日
- Harry J. W. Belvin，美國政治家，喬克托族酋長，俄克拉何马州众议院和參議院議員。[70]
- 老詹姆斯·格雷（James H. Gray Sr.），70歲，美國政治家，喬治亞州奥尔巴尼市長，《奧爾巴尼先驅報》（The Albany Herald）編輯，心臟病發作。[71]
- Ainslie Meares，76歲，澳大利亞精神病學家，肺炎。[72]

### 20日
- John C. Becher，71歲，美國演員，癌症。[73]
- 切斯特·切斯尼（Chester A. Chesney），70歲，美國政治家和美國國家橄欖球聯盟（NFL）橄欖球運動員（芝加哥熊），美國眾議院議員。[74]
- 諾曼·切斯特（Norman Chester），78歲，英國經濟學家，牛津大學納菲爾德學院（Nuffield College）院長。[75]
- Ray Eddy，75歲，美國籃球運動員和教練。[76]
- Iorgu Iordan，97歲，羅馬尼亞語言學家、外交官和政治家。[77]
- William W. Outerbridge，80歲，美國海軍少將，在第二次世界大戰中為保衛美國打響了第一槍。[78]
- 鄧尼斯·斯普納，53歲，英國電視編劇（異世奇人），心臟病發作。[79]
- Nicolae Testemițanu，59歲，蘇聯外科醫生和政治家，摩爾多瓦衛生部長。[80]

### 21日
- 喬納·巴林頓，82歲，英國記者（每日快報）。
- 喬治·布倫林，58歲，美國演員（年輕與危險）。[81]
- 約翰·庫克，81歲，美國鉛球運動員和奧運會金牌得主。[82]
- 克蘭西·威廉姆斯，43歲，美國 NFL 足球運動員（洛杉磯公羊），癌症。[83]

### 22日
- 約瑟夫·阿斯博特，69歲，匈牙利網球運動員，法国网球公开赛冠軍。
- 伯尼·康明斯，86歲，美國爵士鼓手。
- 珍妮特·大衛斯，59歲，英國女演員（爸爸的軍隊），乳腺癌。
- 索漢·辛格·米沙（Sohan Singh Misha），52歲，印度旁遮普語詩人。
- Abdel-Kader Zaaf，69歲，阿爾及利亞賽車手。[84]

### 23日
- 戈特弗里德·弗萊赫爾·馮·班菲爾德（Gottfried Freiherr von Banfield），96歲，第一次世界大戰奧匈帝國王牌飛行員。
- Gordie Drillon，72歲，加拿大冰球運動員（多倫多楓葉）。[85]
- 文森特·勞埃德-鐘斯爵士，84歲，威爾士大律師和高等法院法官。
- 多明戈·莫雷諾·希梅內斯，92歲，多明尼加作家。
- 約翰內斯-魯道夫·穆倫坎普（Johannes-Rudolf Mühlenkamp），75歲，納粹德國武裝黨衛軍軍官。[86]
- C. A. Patrides，56歲，美國作家，愛滋病。[87]

### 24日
- Uell Stanley Andersen，69歲，美國 NFL 足球運動員（克利夫蘭公羊隊）和作家（三個魔術詞）。
- Prudence Glynn，51歲，英國時尚編輯和作家，腦出血。[88]
- 多蘿西·皮利·理查茲（Dorothy Pilley Richards），92歲，英國登山家和作家（登山日）。[89]
- 阿道夫·托爾卡喬夫（Adolf Tolkachev），59歲，蘇聯電子工程師和雙重間諜，被處決。[90]

### 25日
- 泰德·畢曉普，73歲，美國高爾夫球手。
- Darshan Singh Canadian，68-69歲，印度锡克教工會成員，被謀殺。[91]
- 唐納德·麥克唐納（Donald MacDonald），77歲，加拿大政治家，诺瓦斯科舍省议会議員，癌症。[92]
- 47歲的瑞士登山者 Marcel Rüedi 在一次登山中喪生。
- 尼古拉·谢苗诺夫，90歲，蘇聯物理學家和化學家，諾貝爾化學獎獲得者。[93]
- 休伯圖斯·斯特魯霍爾德（Hubertus Strughold），88歲，德裔美國生理學家和未定罪的戰犯（太空醫學）。[94]
- Hans Vogt，83歲，挪威語言學家（高加索诸语言）。[95]

### 26日
- 雅各·阿古斯（Jacob Agus），74歲，波蘭出生的美國拉比和神學家。[96]
- 威爾遜·福穆伊納，32歲，美國 NFL 足球運動員（亞特蘭大獵鷹），心力衰竭。[97]
- 休·佛蘭克林，70歲，美國演員（我的孩子們），癌症。[98]
- 布萊恩·德斯蒙德·赫斯特（Brian Desmond Hurst），91歲，愛爾蘭電影導演（斯克魯奇）。[99]
- 比利·基（Billy Key），90歲，英屬印度陸軍上將。[100]

### 27日
- Tony Acquaviva，61歲，美國作曲家和指揮家，糖尿病。[101]
- Cliff Burton，24歲，美國貝斯手（金属乐队），交通事故。[102]
- 傑西·伊登（Jessie Eden），84歲，英國工會領袖。
- 何瑾，78歲，愛爾蘭陪審員和法官，香港最高法院首席按察司。[103]
- 奧爾加·馬斯特斯（Olga Masters），67歲，澳大利亞記者（雪梨晨鋒報（The Sydney Morning Herald）、曼利日報（Manly Daily））。[104]
- Éva Ruttkai，58歲，匈牙利女演員，乳腺癌。
- Georg Voggenreiter，74歲，德國賽車手，德國國家公路賽冠軍。[105]

### 28日
- 鄧尼斯·凱里，77歲，英國演員（兩隻背的野獸、巴賈斯特編年史）。
- Justo Gonzalo，76歲，西班牙神經科學家。[106]
- 霍華德·格雷厄姆（Howard Graham），88歲，加拿大陸軍上將，總參謀長。[107]
- 羅伯特·赫爾普曼爵士，77歲，澳大利亞芭蕾舞演員、編舞和演員（飛天萬能車），肺氣腫。[108]
- Ewa Szelburg-Zarembina，87歲，波蘭小說家。
- 谷本清（Kiyoshi Tanimoto），77歲，日本衛理公會牧師和廣島倖存者。[109]
- 理查·特納（Richard C. Turner），58歲，美國政治家，艾奥瓦州众议院議員，心臟病發作。[110]

### 29日
- 丹麦的格奥尔格王子，66歲，丹麥王室成員和外交官。[111]
- Reg Goodwin，78歲，英國政治家，大倫敦委員會領導人。[112]
- 莫裡斯·哈蘭德（Maurice Harland），90歲，英國聖公會主教，达勒姆主教。[113]
- M. D. H. Jayawardena，71歲，斯里蘭卡政治家、衛生部長、心臟病。[114]
- 貝蒂·基恩，71歲，美國女演員，癌症。[115]
- 莫斯托波，73歲，印尼將軍。
- 赫爾穆特·誇爾廷格（Helmut Qualtinger），57歲，奧地利演員和歌舞表演者，肝病。
- Theodor Schwenk，75歲，德國人智學家、水研究者和作家（敏感的混沌：水和空氣中流動形式的創造）。

### 30日
- 弗朗茨·布爾達（Franz Burda），83歲，德國出版商（Hubert Burda Media）。[116]
- Arthur A. Cohen，58歲，美國小說家和神學家，白血病。[117]
- 斯托姆·詹姆森（Storm Jameson），95歲，英國記者和作家（西蒙·斯特恩的時代）。[118]
- 尼古拉斯·卡爾多（Nicholas Kaldor），78歲，匈牙利出生的英國經濟學家（蛛網理論）。[119]
- 勞雷爾·李斯特，79歲，英國戲劇作家、演員和導演。
- 巴斯特·米勒里克，80歲，美國賽馬訓練師。[120]
- 湯米·雷諾茲，69歲，美國爵士單簧管演奏家。[121]
- Kamaruzaman Sjam，62歲，印尼共產主義活動家，被處決。